# René Poupardin
Pour les articles homonymes, voir Poupardin.
René Poupardin, né au Havre le 27 février 1874 et mort à Fontainebleau le 23 août 1927 est un historien médiéviste français, spécialiste du Haut Moyen Âge.

## Biographie
Ancien élève de l'École nationale des chartes et membre de l'École française de Rome (1899-1902), il a été directeur d'études à l'École pratique des hautes études et professeur à l'École des chartes. Ses travaux constituent des jalons historiographiques importants pour l'histoire du royaume de Bourgogne et du royaume de Provence.
Il est inhumé au cimetière du Père-Lachaise (39e division).

## Principales publications

### Études
- Boson et le royaume de Provence (855-933). Chalon-sur-Saône : E. Bertrand, 1899.
- Le Royaume de Provence sous les Carolingiens, 855-933. Paris : Librairie Émile Bouillon, 1901. (Bibliothèque de l'École des hautes études, IVe section, Sciences historiques et philologiques; fasc. 131) 468 p. [Lire en ligne (Internet Archive)]

- Prix Gobert 1902 de l'Académie des inscriptions et belles-lettres.
- Le Royaume de Bourgogne, 888-1038 : étude sur les origines du royaume d'Arles. Paris: 1907. (Bibliothèque de l'École des hautes études, IVe section, Sciences historiques et philologiques ; fasc. 163) 508 p. [Lire en ligne (Internet Archive)]
- Études sur l'histoire des principautés lombardes de l'Italie méridionale et de leurs rapports avec l'Empire franc. Paris : Champion, 1907. [Lire en ligne (Internet Archive)]

### Édition de sources
- La Vie de Saint Didier : évêque de Cahors, 630-655. Paris : A. Picard, 1900. [Lire en ligne (Gallica)] [Lire en ligne (Internet Archive)]
- Monuments de l'histoire des abbayes de Saint-Philibert (Noirmoutier, Grandlieu, Tournus). Paris : A. Picard, 1905. [Lire en ligne (Gallica)]
- (avec Louis Barrau-Dihigo), Cartulaire de Saint-Vincent-de-Lucq. Pau : Impr. de J. Empérauger, 1905. 32 p. [Lire en ligne (Gallica)]
- Recueil des chartes de l'abbaye de Saint-Germain-des-Prés. Des origines au début du XIIIe siècle. Paris : Champion, 1909-1932, 2 vol.
- (avec Louis Halphen), Chroniques des comtes d'Anjou et des seigneurs d'Amboise. Paris : A. Picard, 1913.
- Recueil des actes des rois de Provence : 855-928. Paris : Imprimerie nationale, 1920. (Chartes et diplômes relatifs à l'Histoire de France). 155 p.

### Instruments bibliographiques
- Catalogue des manuscrits des collections Duchesne et Bréquigny. Paris : Éditions Ernest Leroux, 1905. [Lire en ligne (Internet Archive)]
- (avec Lucien Auvray). Catalogue des manuscrits de la Collection Baluze. Paris : Éditions Ernest Leroux, 1921. [Lire en ligne (Internet Archive)]

## Distinctions
- Chevalier de la Légion d'honneur